# Carmel Busuttil
Carmel Busuttil (Rabat, 29 de fevereiro de 1964) é um ex-futebolista maltês que atuava como atacante.

## Carreira em clubes
Il Busu, como era conhecido, foi revelado pelo Rabat Ajax, equipe de sua cidade natal, em 1977. Sua estreia no futebol foi aos 14 anos de idade, contra o Għaxaq, pela terceira divisão do Campeonato Maltês. Após 5 temporadas na primeira divisão, o Rabat caiu para a segunda divisão nacional em 1986–87, o atacante decidiu sair do clube para jogar no Verbania, que disputava a Promozione do Piemonte-Vale de Aosta. Emprestado ao time italiano, Busuttil atuou em 20 jogos e marcou 8 gols, ajudando no acesso para o Campeonato Interregionale (atual Série D), sendo lembrado até hoje pelos torcedores dos Biancocerchiati.
Durante o verão de 1988, o Genk anunciou que estava negociando com o Rabat Ajax a transferência de Busuttil ao futebol belga. A equipe maltesa hesitou em aceitar a proposta devido à importância do atacante e a uma falta de acordo sobre a taxa. Por ainda forçar sua saída dos Magpies, o jogador foi afastado do elenco e ficou 3 meses sem poder atuar. Em uma última análise, o então presidente da Associação de Futebol de Malta e futuro presidente do país, George Abela, intercedeu em nome do Rabat e em setembro de 1988 foi alcançado um acordo para a venda de Busuttil ao Genk, por um valor de 45.000 liras maltesas (104.821 euros em valores corrigidos), com o atacante se juntando ao clube após um período de 15 dias de testes. Em 6 temporadas, o atacante disputou 166 partidas e marcou 45 gols (somando todas as competições, foram 183 jogos e 57 gols marcados), sendo também considerado um ídolo da torcida do Genk.
Em 1994, Busuttil voltou a Malta para defender o Sliema Wanderers, que pagou 40 mil liras maltesas para contar com seus serviços. Entre 1996 e 1999, marcou 35 gols em 67 jogos, além de ter sido jogador e técnico do Sliema na temporada 1997–98. Sua despedida dos gramados foi na segunda fase eliminatória da Copa da UEFA de 2001–02, contra o ŠK Matador Púchov (Eslováquia), tendo inclusive marcado um gol na vitória por 2 a 1. Durante sua passagem pelos Blues, venceu a primeira divisão em 1995–96, a Copa Maltesa de 1999–00 e uma Supercopa nacional.

## Seleção Maltesa
A estreia de Busuttil com a camisa da Seleção Maltesa foi em junho de 1982, contra a Islândia, em jogo válido pelas eliminatórias da Eurocopa de 1984, sediado na cidade italiana de Messina. Em maio do ano seguinte, os Cavaleiros de São João surpreenderiam a Espanha ao virarem o jogo para 2 a 1, mas Rafael Gordillo daria a vitória para a Fúria somente no final da partida
Durante sua carreira internacional, o atacante capitaneou a seleção durante 36 jogos. A centésima partida do atleta por Malta foi na vitória por 3 a 0 sobre o Azerbaijão, sendo o primeiro jogador de seu país a conquistar o feito, e sua despedida da equipe foi em abril de 2001, também contra a Seleção Islandesa, pelas eliminatórias europeias da Copa de 2002. Com 113 partidas disputadas, é o terceiro jogador que mais defendeu Malta na história e o 356º com mais jogos por uma seleção, empatado com outros 20 jogadores, entre eles Fernando Couto, Carlos Gamarra, Paul Caligiuri, Cesc Fàbregas, Mehdi Mahdavikia, Alberto García Aspe, Yuji Nakazawa e Fernando Torres, além de ser o segundo jogador com mais gols marcados (23).

## Pós-aposentadoria
Entre 2003 e 2005, foi auxiliar-técnico de Horst Heese, seu ex-treinador na própria Seleção Maltesa e uma das principais figuras na transferência para o Genk. Com a saída de Heese, a Associação de Futebol de Malta negociou com Il Busu para substituí-lo, mas ele recusou a proposta. Como técnico principal, o ex-atacante comandou Santa Lucia e Pietà Hotspurs  antes de voltar a ser auxiliar em Malta, onde permaneceu entre 2009 e 2011.

## Reconhecimento
Em 2003, Busuttil foi eleito como o melhor jogador de seu país na premiação do jubileu da UEFA.

## Títulos
Sliema Wanderers
- Campeonato Maltês: 1995–96
- Copa Maltesa: 1999–00
- Supercopa Maltesa: 2000

Rabat Ajax
- Campeonato Maltês: 1984–85, 1985–86
- Copa Maltesa: 1985–86
- Supercopa Maltesa: 1985, 1986

### Individuais
- Jogador Maltês do Ano: 1983, 1986
- Jogador do Mês da Primeira Divisão Maltesa: Outubro de 1985, Março de 1995, Fevereiro de 1997, Outubro de 1997, Agosto de 1998
- Hall da Fama do Comitê Olímpico de Malta[18]